# Pianu
Pianu là một xã thuộc hạt Alba, România. Dân số thời điểm năm 2002 là 3386 người.